# Svavelfärgad grönbulbyl
Svavelfärgad grönbulbyl (Phyllastrephus xavieri) är en fågel i familjen bulbyler inom ordningen tättingar.

## Utbredning och systematik
Svavelfärgad grönbulbyl behandlas antingen som monotypisk eller delas in i två underarter:
- P. x. xavieri – förekommer från Kamerun till norra Demokratiska republiken Kongo, västra Uganda och nordvästra Tanzania
- P. x. serlei – förekommer i lågland och en liten bit upp i bergen i Kamerun

## Status
IUCN kategoriserar arten som livskraftig.

## Namn
Fågelns vetenskapliga artnamn hedrar Xavier Louis Dybowski, fransk ingenjör och samlare av specimen i Kongoriket, bror till upptäcktsresande Jean Dybowski. Tidigare kallades den xaviergrönbulbyl även på svenska, men tilldelades 2023 ett mer informativt namn av BirdLife Sveriges taxonomikommitté.